# لاوچکین لا-۵
لاوچکین لا-۵ (به روسی: Лавочкин Ла-5) یک هواگرد جنگنده تک‌باله تک‌موتوره دوره جنگ جهانی دوم ساخت شرکت لاوچکین در شوروی بود.

## مشخصات فنی
لاوچکین لا-۵ اف‌ان:
مشخصات عمومی
- خدمه: ۱ نفر
- طول: ۸٫۵ متر
- طول بال: ۹٫۸ متر
- نیرومحرکه: ۱ × موتور شعاعی ۱۴ سیلندر شْوِتسوف ام-۸۲اف‌ان خنک‌شونده با هوا: ۱٬۷۰۰ اسب بخار

عملکرد
- حداکثر سرعت: ۶۵۰ کیلومتر بر ساعت

تسلیحات
- ۲ × توپ خودکار ۲۰ میلی‌متری شْواک بر روی موتور